# 木人樁

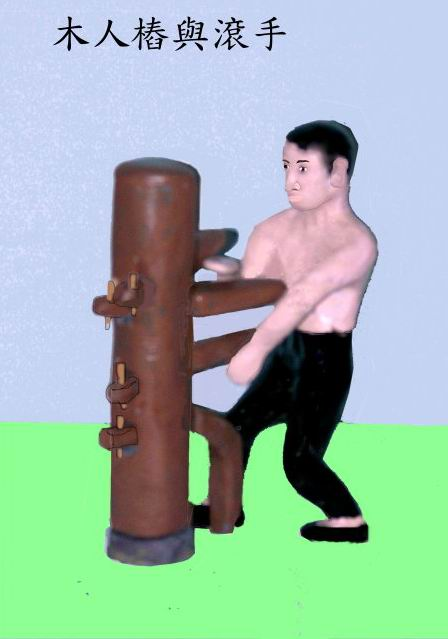

木人樁為中國武術練習器材，以木材製造，有樁手及樁腳之設置。容許少量活動（彈性）。當作模擬敵人練習。鍛鍊手部接觸部分之剛強性，全身整體活動性。步法之靈活性。

## 詠春拳的練習方法
學習一一六點木人樁法。早期〈70年代以前〉弟子〈如梁相，何金銘〉所傳的木人樁法為108式。